# Зорин, Даниил Алексеевич
Дании́л Алексе́евич Зо́рин (род. 22 февраля 2004, Москва) — российский футболист, полузащитник московского «Спартака».

## Клубная карьера
Начал заниматься футболом с трёх лет во дворе, а в пять лет родители Зорина отвели его в академию московского ЦСКА. Там он отыграл пять лет, после чего понял, что ему больше подходит спартаковский стиль и в 2014 году решился на переход в академию московского «Спартака». В академии «Спартака» Зорин стал одним из лучших её выпускников, также он окончил школу с золотой медалью. С сезона 2020/21 начал выступать в Юношеской футбольной лиге.
Дебютировал в ЮФЛ-2 20 сентября 2020 года в матче 1-го тура против «Строгино» (4:1), в котором сделал голевую передачу. Свой первый мяч в ЮФЛ-2 забил 26 сентября 2020 года в матче 2-го тура против Академии Коноплёва (1:0), а в следующем матче 3 октября 2020 года против ЦСКА (6:2) Зорин оформил хет-трик. Всего в сезоне 2020/21 провёл в ЮФЛ-2 18 матчей, в которых забил 13 мячей и сделал восемь голевых передач. 3 апреля 2021 года дебютировал в ЮФЛ-1 в матче 18-го тура против «Ростова» (2:2), выйдя в стартовом составе, также в этом матче забил свой первый мяч в ЮФЛ-1. В сезоне 2021/22 выступал исключительно в ЮФЛ-1, проведя 16 матчей, забив девять мячей и сделав 10 голевых передач. По итогам сезона был признан лучшим ассистентом лиги.
Перед началом сезона 2022/23 вместе со «Спартаком-2004» был переведён в Молодёжную футбольную лигу. Дебютировал в МФЛ 15 июля 2022 года в матче 1-го тура против «Нижнего Новгорода» (0:0), выйдя в стартовом составе. Первые мячи в МФЛ забил 22 июля 2022 года в матче 2-го тура против «Оренбурга» (4:0), оформив дубль. С августа 2022 года начал привлекаться к тренировкам с основным составом «Спартака». Дебютировал за клуб 19 октября 2022 года в матче 4-го тура группового этапа Кубка России против «Факела» (2:1), в котором вышел в стартовом составе. В чемпионате России первый матч за «Спартак» провёл 23 октября 2022 года в матче 14-го тура против «Химок» (5:0), выйдя на поле на 65-й минуте вместо Михаила Игнатова, а на 83-й минуте сделал голевую передачу на Павла Мелёшина. 16 декабря 2022 года продлил контракт с клубом до 31 мая 2026 года.
4 августа 2023 года перешёл на правах аренды в минское «Динамо» до конца сезона 2023 без права выкупа трансфера. Дебютировал за клуб 2 сентября 2023 года в матче 20-го тура чемпионата Беларуси против «Нафтана» (3:0), проведя на поле весь матч. Первый мяч за «Динамо» забил 17 сентября 2023 года в матче 21-го тура чемпионата Беларуси против «Немана» (2:1), отличившись на 64-й минуте встречи. 7 октября 2023 года забил два мяча в матче 24-го тура чемпионата Беларуси против клуба «Энергетик-БГУ» (4:1), отличившись на 69-й и 70-й минутах. В октябре 2023 года был выбран болельщиками «Динамо» лучшим игроком месяца. 11 ноября 2023 года оформил дубль в матче 28-го тура чемпионата Беларуси против «Сморгони» (7:0), отличившись на 40-й и 50-й минутах. По итогам ноября 2023 года был признан лучшим игроком месяца чемпионата Беларуси. Всего в сезоне 2023 провёл за минское «Динамо» 11 матчей и забил семь мячей. По итогам сезона вместе с клубом стал чемпионом Беларуси. После завершения арендного соглашения вернулся в расположение «Спартака».
Свой первый мяч за «Спартак» Зорин забил 14 августа 2024 года в матче 2-го тура группового этапа Кубка России против самарских «Крыльев Советов» (3:0), отличившись с передачи Антона Зиньковского в компенсированное ко второму тайму время. 20 февраля 2025 года продлил контракт со «Спартаком» до 2028 года и был арендован «Ахматом» до конца сезона 2024/25. Дебютировал за клуб 1 марта 2025 года в матче 19-го тура чемпионата России против «Рубина» (2:1), выйдя на 71-й минуте игры вместо Максима Самородова. Первый мяч за «Ахмат» забил 15 марта 2025 года в матче 21-го тура чемпионата России против «Химок» (1:1), отличившись на 72-й минуте игры с передачи Георгия Мелкадзе. 31 мая 2025 года Зорин в ответном переходном матче за право выступления в РПЛ против «Урала» забил решающий мяч в компенсированное ко второму тайму время, который позволил «Ахмату» сохранить прописку в лиге. Всего за клуб во всех турнирах провёл 14 матчей и забил два мяча. После окончания арендного соглашения вернулся в «Спартак».

## Карьера в сборной
В сентябре 2019 года был впервые вызван Иваном Шабаровым в сборную России до 16 лет, за которую провёл четыре матча. В марте 2021 года провёл два матча и забил один мяч за сборную России до 17 лет. В декабре 2021 года под руководством Шабарова провёл три матча и забил три мяча за сборную России до 18 лет.
19 марта 2023 года был вызван Шабаровым в состав сборной России до 19 лет. Дебютировал за сборную 25 марта 2023 года в товарищеском матче против минского «Динамо» (6:1), в котором также отличился забитым мячом.
9 июня 2023 года был впервые вызван в состав молодёжной сборной России на учебно-тренировочный сбор в Новогорске и Минске. Дебютировал за молодёжную сборную 15 июня 2023 года в товарищеском матче против молодёжной сборной Беларуси (1:5).

## Достижения

### Командные
«Динамо» Минск
- Чемпион Беларуси: 2023

### Личные
- Лучший игрок месяца в чемпионате Беларуси: ноябрь 2023[23]
- Вхождение в символическую сборную «Б» сезона чемпионата Беларуси: 2023[37]

## Личная жизнь
Отец — Алексей Дураков (род. 1976), также футболист. Он играл в Латвии, два раза выигрывал серебряные медали чемпионата страны, принимал участие в отборочных матчах Лиги Европы.

## Статистика
| Выступление      | Выступление      | Выступление      | Лига | Лига | Кубки | Кубки | Прочие | Прочие | Итого | Итого |
| Клуб             | Лига             | Сезон            | Игры | Голы | Игры  | Голы  | Игры   | Голы   | Игры  | Голы  |
| ---------------- | ---------------- | ---------------- | ---- | ---- | ----- | ----- | ------ | ------ | ----- | ----- |
| Спартак (Москва) | Премьер-лига     | 2022/23          | 2    | 0    | 4     | 0     | —      | —      | 6     | 0     |
| Спартак (Москва) | Премьер-лига     | 2023/24          | 0    | 0    | 0     | 0     | —      | —      | 0     | 0     |
| Спартак (Москва) | Премьер-лига     | 2024/25          | 4    | 0    | 6     | 2     | —      | —      | 10    | 2     |
| Спартак (Москва) | Премьер-лига     | 2025/26          | 1    | 0    | 2     | 0     | —      | —      | 3     | 0     |
| Спартак (Москва) | Итого            | Итого            | 7    | 0    | 12    | 2     | —      | —      | 19    | 2     |
| → Динамо (Минск) | Высшая лига      | 2023             | 11   | 7    | —     | —     | —      | —      | 11    | 7     |
| → Динамо (Минск) | Итого            | Итого            | 11   | 7    | —     | —     | —      | —      | 11    | 7     |
| → Ахмат          | Премьер-лига     | 2024/25          | 10   | 1    | 2     | 0     | 2      | 1      | 14    | 2     |
| → Ахмат          | Итого            | Итого            | 10   | 1    | 2     | 0     | 2      | 1      | 14    | 2     |
| Всего за карьеру | Всего за карьеру | Всего за карьеру | 28   | 8    | 14    | 2     | 2      | 1      | 44    | 11    |

1. ↑  Переходные матчи РПЛ — Первая лига.